# استان خرسون
استان خرسون (به اوکراینی: Kherson Oblast) از استان‌های جنوبی اوکراین می‌باشد که در شمال کریمه قرار دارد. مساحت این استان ۲۹۰۰۰ کیلومتر مربع و جمعیت آن (در ۱ می ۲۰۰۴) ۱٫۱۲ میلیون نفر بوده است.